# 西新宿三丁目西地区再開発

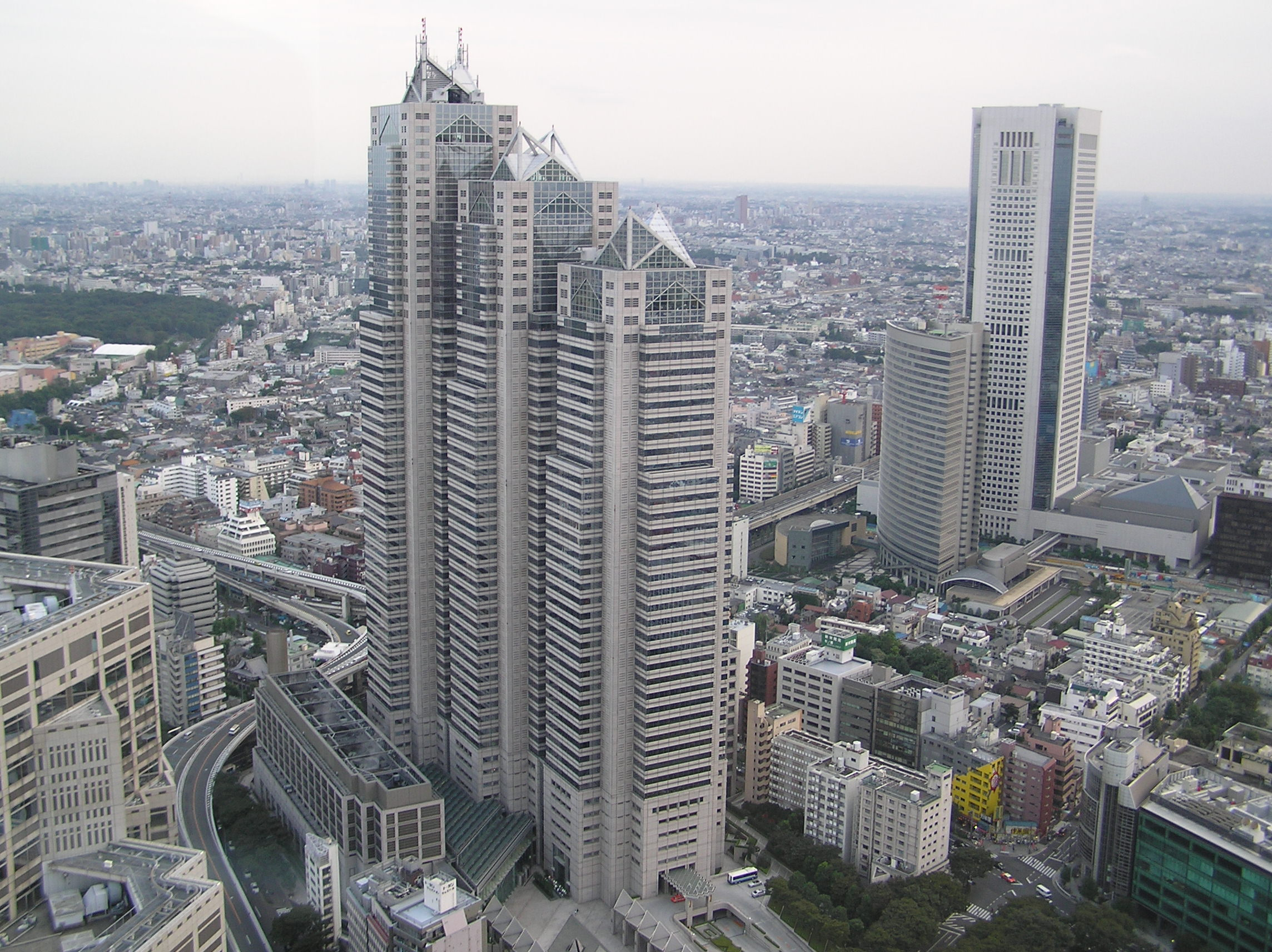
中央の新宿パークタワーと右奥の東京オペラシティの間が計画区域。民家が多いが陰に隠れて中規模マンションも建築されている。

西新宿三丁目西地区市街地再開発（にしんじゅくさんちょうめにしちくしがいちさいかいはつ）は、東京都新宿区西新宿三丁目における大規模な都市再開発計画。都市再生特別措置法の都市再生緊急整備地域及び特別地区に指定されている。65階建のツインタワーで総戸数は約3200戸を予定している。国内最高層の超高層マンションとなる。2019年3月15日に都市計画決定済み。2024年度着工、最終的な完成は2031年度を予定している。

## 概要
対象となるのは東京都新宿区西新宿3丁目8～18で、現在は東京都庁舎、新宿パークタワー、東京オペラシティなどがある一方、木造住宅が密集し、開発が遅れている地域が存在している。
1993年にまちづくり協議会が設立され、1998年に新体制に再編された。2001年8月に西新宿三丁目西地区市街地再開発準備組合が設立され、2002年7月24日には都市再生特別措置法に基づく都市再生緊急整備地域に、新宿駅周辺地域の一部として指定された。2007年に事業推進協力者として三菱地所、三井物産、新日鉄都市開発、野村不動産、旭化成ホームズが選定されたが、景気低迷などの影響もあり計画はいったん白紙となった。2013年に事業推進協力者として新たに野村不動産、東京建物、住友商事、首都圏不燃建築公社を選定し直し、現在は計画を再策定している最中である。なお、このほか前田建設工業が事業協力者として、また佐藤不動産鑑定コンサルティングが事業コンサルタントとして計画に参加している。
約30万m2の高さ235m、65階建の超高層住宅2棟（約3200戸）を建設し、その低層部には商業機能が備えられる方針が検討されており、2016年度にも都市計画決定し、2019年の着工を目指していた。都市計画決定は2019年にずれこんでいる。
その後、2023年2月1日に、東京都知事から市街地再開発組合の設立について認可を受け、この時点で、竣工が、これまでの2029年度から2031年度にずれ込んだ。

## 当初の計画
2000年に計画が発表され、2007年着工、2010年竣工の予定とされた。しかし、2007年11月には、2011年度着工、2014年度1期工事竣工、2018年度全体竣工を目指すと報道されていたが、用地買収も進まずその実現の目処は立たなかった。
当初の計画通りに実現すれば、東オフィス棟は2013年開業のあべのハルカス（大阪市阿倍野区、300メートル）、2023年開業の麻布台ヒルズ森JPタワー（東京都港区、325メートル）をも上回る日本最高層のビルとなり、また北住宅棟・南住宅棟も、東京都内においては、2007年3月30日に開業した東京ミッドタウンに次いで2位を占めるなど大規模な再開発であった。東京スカイツリーと共に、高さの点で中国や東南アジアの諸都市などに大きく水をあけられた状態である東京の超高層ビル界に新たな風を吹き込むものとして期待された。
ただ、当初竣工予定とされた2010年の時点においても着工の目処は全く立たなかった。メディアでは、あまりにも多い計画地の地権者達との調整の難航が指摘された。
対象となるのは、新宿パークタワーと東京オペラシティの中間に位置する甲州街道、山手通り、水道通り、十二社通りに囲まれた85,740m2の木造密集地帯である。両ビルとはデッキで結び、周囲と一体化した実現を目指す。
京王新線の新宿駅と初台駅の間（西参道口交差点付近）に新しく駅を設け、直結させるほか、新宿駅からの地下街を延伸する計画もあった。

### 計画されていた超高層ビル
- 東オフィス棟 - 338m、77階 - 完成すれば日本一の超高層ビルであった。
- 北住宅棟 - 255m、62階
- 南住宅棟 - 255m、62階
- 西住宅棟 - 200m、47階